# Manhuncelos
Manhuncelos é uma povoação portuguesa do Município de Marco de Canaveses que foi sede da extinta Freguesia de Manhuncelos, freguesia que tinha4,33 km² de área e 486 habitantes (2011), e, por isso, uma densidade populacional de 112,2 hab/km².
A Freguesia de Manhuncelos foi extinta (agregada) pela reorganização administrativa de 2013, tendo o seu território sido agregado ao da Freguesia de Paredes de Viadores para criar a Freguesia de Paredes de Viadores e Manhuncelos.

## População
| População da freguesia de Manhuncelos | População da freguesia de Manhuncelos | População da freguesia de Manhuncelos | População da freguesia de Manhuncelos | População da freguesia de Manhuncelos | População da freguesia de Manhuncelos | População da freguesia de Manhuncelos | População da freguesia de Manhuncelos | População da freguesia de Manhuncelos | População da freguesia de Manhuncelos | População da freguesia de Manhuncelos | População da freguesia de Manhuncelos | População da freguesia de Manhuncelos | População da freguesia de Manhuncelos | População da freguesia de Manhuncelos |
| ------------------------------------- | ------------------------------------- | ------------------------------------- | ------------------------------------- | ------------------------------------- | ------------------------------------- | ------------------------------------- | ------------------------------------- | ------------------------------------- | ------------------------------------- | ------------------------------------- | ------------------------------------- | ------------------------------------- | ------------------------------------- | ------------------------------------- |
| 1864                                  | 1878                                  | 1890                                  | 1900                                  | 1911                                  | 1920                                  | 1930                                  | 1940                                  | 1950                                  | 1960                                  | 1970                                  | 1981                                  | 1991                                  | 2001                                  | 2011                                  |
| 390                                   | 444                                   | 457                                   | 450                                   | 429                                   | 470                                   | 440                                   | 475                                   | 507                                   | 475                                   | 354                                   | 409                                   | 447                                   | 504                                   | 486                                   |

| Distribuição da População por Grupos Etários | Distribuição da População por Grupos Etários | Distribuição da População por Grupos Etários | Distribuição da População por Grupos Etários | Distribuição da População por Grupos Etários | Distribuição da População por Grupos Etários | Distribuição da População por Grupos Etários | Distribuição da População por Grupos Etários | Distribuição da População por Grupos Etários | Distribuição da População por Grupos Etários |
| -------------------------------------------- | -------------------------------------------- | -------------------------------------------- | -------------------------------------------- | -------------------------------------------- | -------------------------------------------- | -------------------------------------------- | -------------------------------------------- | -------------------------------------------- | -------------------------------------------- |
| Ano                                          | 0-14 Anos                                    | 15-24 Anos                                   | 25-64 Anos                                   | > 65 Anos                                    |                                              | 0-14 Anos                                    | 15-24 Anos                                   | 25-64 Anos                                   | > 65 Anos                                    |
| 2001                                         | 140                                          | 89                                           | 215                                          | 60                                           |                                              | 27,8%                                        | 17,7%                                        | 42,7%                                        | 11,9%                                        |
| 2011                                         | 105                                          | 67                                           | 250                                          | 64                                           |                                              | 21,6%                                        | 13,8%                                        | 51,4%                                        | 13,2%                                        |